# Neuses (Ebermannstadt)
Neuses ist ein Gemeindeteil der Stadt Ebermannstadt im Landkreis Forchheim (Oberfranken, Bayern).

## Geografie
Das in der Wiesentalb gelegene Dorf liegt etwa drei Kilometer westsüdwestlich des Ortszentrums von Ebermannstadt auf 369 m ü. NHN.

## Geschichte
Die erste urkundliche Erwähnung von Neuses war in der ersten Hälfte des 14. Jahrhunderts mit dem Namen „Newsezze“. Bis zum Beginn des 19. Jahrhunderts unterstand Neuses der Landeshoheit des Hochstifts Bamberg. Die Dorf- und Gemeindeherrschaft übte dessen Amt Forchheim als Vogteiamt aus. Auch die Hochgerichtsbarkeit stand diesem Amt als Centamt zu.
Als das Hochstift Bamberg infolge des Reichsdeputationshauptschlusses 1802/03 säkularisiert und unter Bruch der Reichsverfassung vom Kurfürstentum Pfalz-Baiern annektiert wurde, wurde Neuses ein Teil der bei der „napoleonischen Flurbereinigung“ gewaltsam in Besitz genommenen neubayerischen Gebiete.
Durch die Verwaltungsreformen zu Beginn des 19. Jahrhunderts im Königreich Bayern wurde Neuses mit dem Zweiten Gemeindeedikt 1818 eine Ruralgemeinde, zu der das Dorf Poxstall gehörte. Im Zuge der Gebietsreform in Bayern wurde die Gemeinde Neuses am 1. Januar 1971 in die Stadt Ebermannstadt eingegliedert.

## Verkehr
Eine bei Rüssenbach von der Bundesstraße 470 abzweigende Gemeindeverbindungsstraße führt nach Neuses. Der ÖPNV bedient das Dorf an einer Haltestelle der Buslinie 236 des VGN, die nächstgelegenen Bahnhöfe  der Wiesenttalbahn befinden sich in Pretzfeld und Ebermannstadt.

## Baudenkmäler
In und um Neuses gibt es zwei denkmalgeschützte Objekte, eine Kapelle und eine außerorts stehende Marter.